# Episodi di Street Legal (serie televisiva 1987) (quarta stagione)
La quarta stagione della serie televisiva Street Legal è stata trasmessa in anteprima in Canada dalla CBC Television tra il 13 ottobre 1989 e il 9 febbraio 1990.
| nº | Titolo originale             | Titolo italiano | Prima TV Canada  | Prima TV Italia |
| -- | ---------------------------- | --------------- | ---------------- | --------------- |
| 1  | Soul Custody                 |                 | 13 ottobre 1989  |                 |
| 2  | Partners and Other Strangers |                 | 20 ottobre 1989  |                 |
| 3  | Without Prejudice            |                 | 27 ottobre 1989  |                 |
| 4  | See No Evil                  |                 | 3 novembre 1989  |                 |
| 5  | The Cradle Will Rock         |                 | 10 novembre 1989 |                 |
| 6  | Complex Offer                |                 | 17 novembre 1989 |                 |
| 7  | Film Noir                    |                 | 24 novembre 1989 |                 |
| 8  | Confession                   |                 | 1º dicembre 1989 |                 |
| 9  | Home                         |                 | 8 dicembre 1989  |                 |
| 10 | Blue Collar                  |                 | 15 dicembre 1989 |                 |
| 11 | Security Exchange            |                 | 5 gennaio 1990   |                 |
| 12 | The Bracelet                 |                 | 12 gennaio 1990  |                 |
| 13 | Leon's Story                 |                 | 19 gennaio 1990  |                 |
| 14 | Wedding                      |                 | 26 gennaio 1990  |                 |
| 15 | Godfather of Mimico          |                 | 2 febbraio 1990  |                 |
| 16 | Suite Sixteen                |                 | 9 febbraio 1990  |                 |